# Homalomena ovalifolia
Homalomena ovalifolia är en kallaväxtart som först beskrevs av Heinrich Wilhelm Schott, och fick sitt nu gällande namn av Henry Nicholas Ridley. Homalomena ovalifolia ingår i släktet Homalomena och familjen kallaväxter. Inga underarter finns listade.